# Born to Win BTC City Ljubljana Zhiraf
Das Team Born to Win BTC City Ljubljana Zhiraf ist ein italienisches Radsportteam im Frauenradsport mit Sitz in Loreto.

## Organisation und Geschichte
Das Team wurde 2018/2019 gegründet und ist seit 2021 als UCI Women’s Continental Team lizenziert. 2021 und 2023 wurde das Team zum Giro d’Italia Women eingeladen, 2021 konnte sich Anastasia Carbonari auf Rang 20 im Vorderfeld platzieren. Auf internationaler Ebene blieb das Team zunächst sieglos.
Zur Saison 2024 fusionierte das Team mit dem slowenischen Continental Team BTC City Ljubljana Scott. Von den 17 Fahrerinnen wurden sechs in das fusionierte Team übernommen. Nach der Fusion erzielte das Team 2024 mit Giada Borghesi beim Giro Mediterraneo Rosa und Hanna Zerach bei der Belgrade GP Woman Tour seine ersten Siege bei internationalen Rennen.

## Saison 2025
Mannschaft
| Teamkader 2025          | Teamkader 2025     | Teamkader 2025 | Teamkader 2025                       |
| Name                    | Geburtsdatum       | Land           | Vorheriges Team                      |
| ----------------------- | ------------------ | -------------- | ------------------------------------ |
| Anastasia Carbonari     | 11. September 1999 | Lettland       | UAE Team ADQ (2024)                  |
| Špela Colnar            | 22. Oktober 2004   | Slowenien      |                                      |
| Lara Crestanello        | 21. März 2002      | Italien        | Bepink (2023)                        |
| Tanya Donati            | 29. März 2005      | Italien        |                                      |
| Noemi Lucrezia Eremita  | 30. August 2002    | Italien        | A.S.D. K2 Women Team (2024)          |
| Diana Klimowa           | 8. Oktober 1996    | Russland       | Roland Cogeas-Edelweiss Squad (2022) |
| Camilla Lazzari         | 18. Juli 2005      | Italien        |                                      |
| Sara Pestotnik          | 3. Juli 2006       | Slowenien      |                                      |
| Ema Podberšič           | 5. September 2006  | Slowenien      |                                      |
| Giorgia Serena          | 10. Februar 2004   | Italien        |                                      |
| Gemma Sernissi          | 6. März 2000       | Italien        | A.S.D. K2 Women Team (2024)          |
| Yelizaveta Sklyarova    | 23. August 2005    | Kasachstan     |                                      |
| Carlotta Uber           | 17. Juni 2001      | Italien        |                                      |
| Hana Žumer              | 16. Juli 2001      | Slowenien      |                                      |
|                         |                    |                |                                      |
| Quelle: ProCyclingStats |                    |                |                                      |

 Erfolge
| Siege | Siege  | Siege | Siege  | Siege    | Siege |
| Datum | Rennen | Staat | Klasse | Siegerin |       |
| ----- | ------ | ----- | ------ | -------- | ----- |

## Bisherige Saisonerfolge
| Rennserie                 | 2021 | 2022 | 2023 | 2024 |
| ------------------------- | ---- | ---- | ---- | ---- |
| UCI Women’s WorldTour     | -    | -    | -    | -    |
| andere UCI-Rennen         | -    | -    | -    | 2    |
| nationale Meisterschaften | -    | -    | -    | -    |

## Platzierungen in der UCI-Weltrangliste
UCI World Ranking
| UCI Ranking | UCI Ranking | UCI Ranking            | UCI Ranking |
| Jahr        | Teamwertung | Einzelwertung          |             |
| ----------- | ----------- | ---------------------- | ----------- |
| 2021        | 53.         | Lara Krähemann (493. ) |             |
| 2022        | 57.         | Lara Krähemann (454. ) |             |
| 2023        | 67.         | Lea Fuchs (716. )      |             |
| 2024        | 29.         | Urška Pintar (198. )   |             |
|             |             |                        |             |
| Quelle: UCI |             |                        |             |